# 烏丸そら
烏丸そらは日本の女性声優。2007年に行われた『殻ノ少女』の「オーディションプロジェクトZAC vol.7」で「水原 透子役」の声優として選出される。名義は『吉田美海』。以後、吉田美海名義で声優の活動をしていた。

2013年、アカント名や紹介覧に旧名『吉田美海』と記載したSNS「烏丸そら」のアカントを作成。2015年12月、初投稿でそのアカントの所有を宣言した以後、フリーランスの声優『烏丸そら』として活動している。

出演は、成人向け美少女ゲームが中心である。本頁では旧名の吉田美海も取り扱う。

## 出演作品
太字は主役・メインキャラクター

### 美少女ゲーム
2008年
- 殻ノ少女 (水原 透子[2])※吉田美海名義

2010年
- よついろ☆パッショナート!※吉田美海名義
- 妹ぱらだいす！ （七瀬日和[5]）※吉田美海名義

2015年
- わたしの勇者は多重神格者 EPISODE4（ナキメ[5])※吉田美海名義

2017年
- お兄ちゃん大好き！（綿谷美桜）
- 巨乳ファンタジー3if
- 巨乳プリンセス催眠（クザハ）
- ぶらがく（城戸倉紗江子）

2018年
- 巨乳ファンタジー3if -アルテミスの矢・メデューサの願い-（ルクレチア）
- 母三人とアナあそび（如月藍)

2020年
- 白詰指輪 ～四つ娘の花嫁 俺、全員選びました～[6]

2021年
- 創作彼女の恋愛公式（獅堂紫音）
- 天ノ少女（鳴子愛美、水原透子）※吉田美海名義

### TVアニメ
2024年
- 大正偽りブラヰダル～身代わり花嫁と軍服の猛愛（遠野麻子）

### Webゲーム
2014年
- 対魔忍アサギ 決戦アリーナ（リーナ[7]、ロスヴァイセ[8]、姫木麻緒[9]、狩谷友紀[5]、アビゲイル[10])

2015年
- ブレイヴガール・レイヴンズ[11][出典無効]（セシル・ベルフェシア[12]、ドリゼッタ・グレイブス[13]、レイネシア・アレクサンドロス[14]）

2016年
- LASTDRAGOON～禁断のXXX～（フォラスガープ[15][出典無効]）

2017年、
- 星のガールズオデッセイ[16][出典無効]（ナシラ[5]、タイタン[5]）

2018年
- 鋼鉄の守護姫兵団[17][出典無効]（アメリア・マクドウェル[18]、エルシー[18]、ノラ・コーコラン[19]）
- 対魔忍RPG（リーナ[20]、速水心寧[21]）
- ジェミニシード[22][出典無効]（リュネ[23]、ルリシオン[24]、シノ・ムラサキ[25]、ケイティ[26]、ヴァルロッテ[27]）

2019年
- 悪の女幹部 ペリジーニュームーン（紅華[28]）
- ふるーつふるきゅーと！[29][出典無効]（ランサ[30]、クールバリル[5]）

2020年
- 巨神と誓女[31][出典無効]（エイ、リュカ、あんみつ、レム子[5]）

2021年
- アナザーヒロイン～ヒロインデイズ（エマ[32]）
- ミナシゴノシゴト[33][出典無効]（ハルカゼ・シンサク）
- AI～異常なる空想世界～（エピオン[5]）
- 超昂大戦 エスカレーションヒロインズ[34][出典無効]（神騎デュエル（土楼ミサキ[35]）

2022年
- シュガーコンフリクト 眠るセカイと神々の喰園[36][出典無効][37][出典無効](ロールケーキ)[38]

### ボイスドラマ
- いじわるな姉シリーズ（姉）※吉田美海名義
- あなたをお世話するナースの彼女　※吉田美海名義
- 嫉妬深いヤンデレ彼女による逆レイプ
- 彼女と一緒の帰り道～浦戸茅里～（浦戸茅里[39]）

### OVA
- 殻ノ少女（水原透子）※吉田美海名義
- 自宅警備員２（灰原玲奈）
- OVA巨乳プリンセス催眠#1 Revenge ～復讐に立つ亡国の王子～（クザハ）
- OVAJ○フーゾク学園祭（マリナ）
- OVAツンデロ#6（ハルカ）
- OVAみだれうち（香織）
- リジネッタさんの冒険（リジネッタさん）
- OVAトナリノカンジョ（東響子）
- OVAヨゴレタカノジョ（東響子）